# Jeff Henckels
Jeff Henckels, luksemburški lokostrelec, * 30. avgust 1984.
Sodeloval je na lokostrelskem delu poletnih olimpijskih igrah leta 2004, kjer je osvojil 56. mesto v individualni konkurenci.